# Charis alacer
Charis alacer är en fjärilsart som beskrevs av Hans Ferdinand Emil Julius Stichel 1929. Charis alacer ingår i släktet Charis och familjen Riodinidae. Inga underarter finns listade i Catalogue of Life.